# Hongqi Guoya

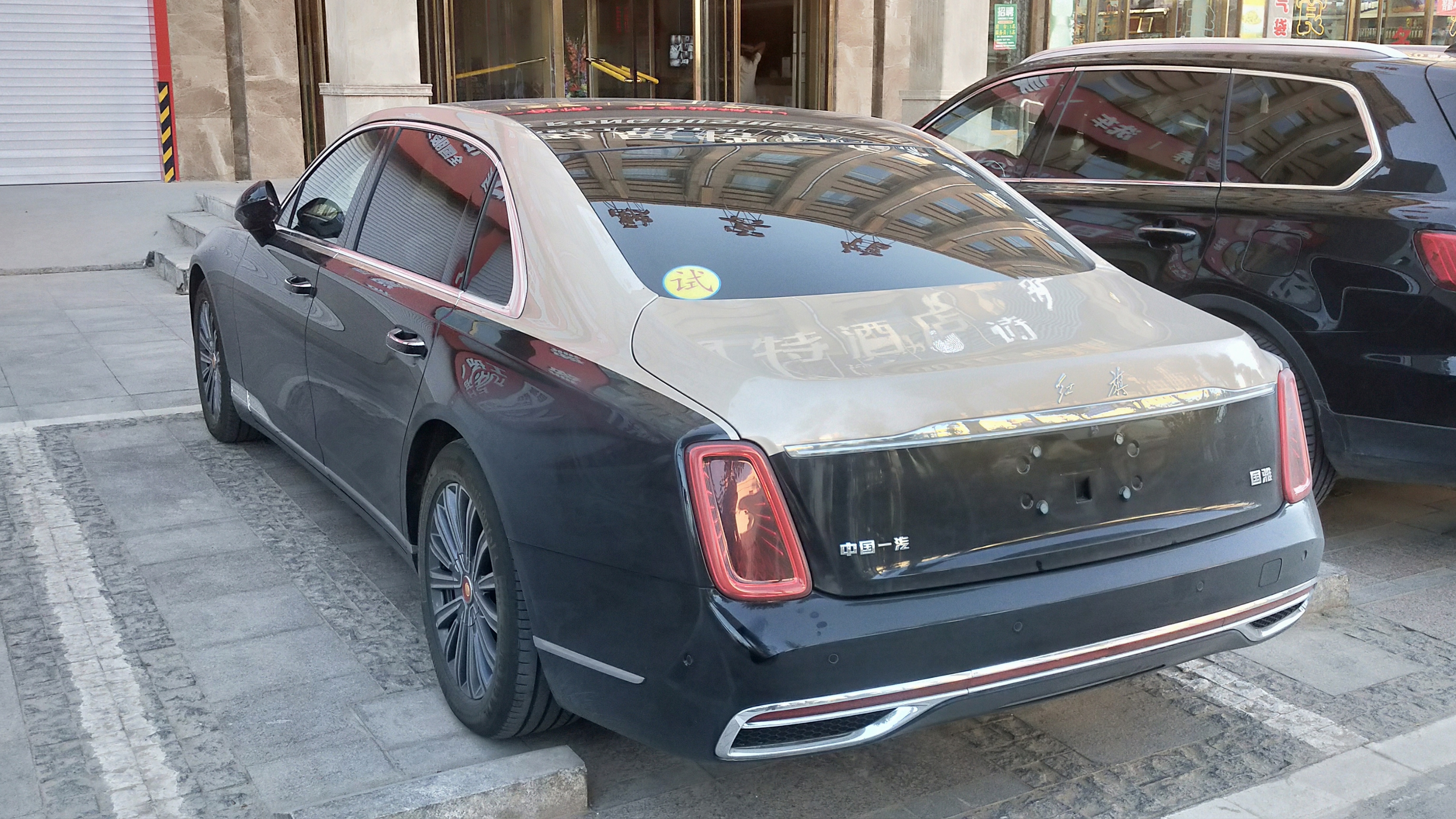
Heckansicht

Innenansicht

Der Hongqi Guoya ist eine Oberklasse-Limousine der zum chinesischen Automobilhersteller China FAW Group gehörenden Marke Hongqi.

## Geschichte
Erstmals vorgestellt wurde der Wagen im April 2024 auf der Beijing Auto Show noch als seriennahes Modell Hongqi L1. Die Serienversion zeigte der Hersteller im Oktober 2024 auf dem Pariser Autosalon. Seit November 2024 wird der Guoya in China verkauft. Als Konkurrenzmodelle werden unter anderem der Audi A8, der BMW 7er und die Mercedes-Benz S-Klasse genannt.

## Technik
Der Guoya ist 5,35 Meter lang, 2,00 Meter breit und 1,51 Meter hoch. Er hat entweder vier oder fünf Sitze. Es gibt entweder einen Dreiliter- oder einen Vierliter-Ottomotor, die mit einem Elektromotor zum Voll-Hybrid kombiniert werden. Die elektrische Energie wird in einem Nickel-Mangan-Cobalt-Akkumulator gespeichert. Beide Antriebsvarianten nutzen ein 8-Gang-Automatikgetriebe und haben Allradantrieb. Die Höchstgeschwindigkeit wird bei 250 km/h elektronisch begrenzt.

## Technische Daten
|                                             | 3.0T V6 HEV                 | 4.0T V8 HEV                 |
| Bauzeitraum                                 | seit 11/2024                | seit 11/2024                |
| Motorkenndaten                              |                             |                             |
| Motortyp                                    | V6-Ottomotor + Elektromotor | V8-Ottomotor + Elektromotor |
| Motoraufladung                              | Turbolader                  | Turbolader                  |
| Hubraum                                     | 2983 cm³                    | 3997 cm³                    |
| max. Leistung bei min−1                     | 280 kW (381 PS) / 5500      | 350 kW (476 PS) / 5500      |
| max. Drehmoment bei min−1                   | 570 Nm                      | 680 Nm                      |
| Kraftübertragung                            |                             |                             |
| Antrieb, serienmäßig                        | Allradantrieb               | Allradantrieb               |
| Getriebe, serienmäßig                       | 8-Gang-Automatikgetriebe    | 8-Gang-Automatikgetriebe    |
| Messwerte                                   |                             |                             |
| Höchstgeschwindigkeit                       | 250 km/h                    | 250 km/h                    |
| Beschleunigung, 0–100 km/h                  | 4,8 s                       | 4,3 s                       |
| Kraftstoffverbrauch auf 100 km (kombiniert) | 8,2 l Super                 | 8,8 l Super                 |
| Tankinhalt                                  | 75 l                        | 75 l                        |